# Гаташ, Радиф
Радиф Гаташ (тат. Рәдиф Гаташ, урожд. Радиф Кашфуллович Гатауллин (тат. Рәдиф Кәшфулла улы Гатауллин); род. 30 марта 1941, Марс, Кушнаренковский район, Башкирская АССР, РСФСР, СССР) — советский и российский татарский поэт, журналист, публицист, литературный критик, переводчик. Народный поэт Республики Татарстан (2012), заслуженный деятель искусств Республики Татарстан (2001), заслуженный работник культуры Татарской АССР (1982). Лауреат Государственной премии Республики Татарстан имени Габдуллы Тукая (2008).
Из крестьянской семьи, отец погиб на фронте, воспитывался матерью. В 1964 году окончил отделение татарского языка и литературы историко-филологического факультета Казанского государственного университета имени В. И. Ульянова-Ленина, а в 1969 году — Высшие литературные курсы при литературном институте имени А. М. Горького. Член Союза писателей СССР (1966), был литературным сотрудником журнала «Ялкын» (1973—1974), заведующим отделом поэзии журнала «Казан утлары» (1975—2011), руководителем секции поэзии при Союзе писателей Татарстана (1977—1989). Автор более двадцати поэтических книг, характеризуется как представитель романтического направления в татарской поэзии, сочетает в своём творчестве различные виды стиха и стилизаций. Известен также как литературный критик и переводчик. В целом творчество Гаташа характеризуется широтой тем, тут и любовная лирика, и общественно-политическая, и сугубо национальная тематика.

## Биография
Радиф Кашфуллович Гатауллин родился 30 марта 1941 года в деревне Марс Кушнаренковского района Башкирской АССР. Из семьи крестьянина-колхозника. Отец вскоре после рождения сына ушел на Великую Отечественную войну и погиб в возрасте 32 лет. Имел братьев-близнецов Рафита (1938—2008) и Рашида (1938—2000), последний также стал поэтом. Мать Савия (1909—1984) с раннего возраста работала на хозяйстве и в одиночку воспитала троих детей, сумев дать им надлежащее образованию, несмотря на послевоенную разруху.
В 1959 году окончил среднюю школу в деревне Толбазы, после чего уехал в Уфу и поступил на отделение русской и татарской филологии Башкирского государственного университета. На втором курсе учёбы в 1961 году приехал в Казань и перевёлся на отделение татарского языка и литературы историко-филологического факультета Казанского государственного университета имени В. И. Ульянова-Ленина, который окончил в 1964 году. После получения образования следующие два года работал учителем татарского языка и литературы в средней школе села Уразметьево в Муслюмовском районе. В числе его учеников того времени были такие будущие поэты и писатели, как Зульфат, Н. Гамбар и Ф. Гильми.
Член Союза писателей СССР с 1966 года. В 1966—1971 годах с перерывом работал редактором художественной литературы Татарского книжного издательства. В 1967 году поступил на Высшие литературные курсы при литературном институте имени А. М. Горького в Москве, которые окончил в 1969 году. В 1971 году вступил в КПСС. В 1973—1974 годах был литературным сотрудником журнала «Ялкын», а в 1975—2011 годах занимал пост заведующего отделом поэзии журнала «Казан утлары». Параллельно, в течение 12 лет в 1977—1989 годах руководил секцией поэзии при Союзе писателей Татарстана, где также состоит членом правления. В 2012 году стал членом Татарского ПЕН-центра. Является одним из старейших литераторов республики, в 2021 году отметил 80-летний юбилей.
За более чем 50-летнюю творческую жизнь стал автором двух десятков сборников стихов, таких как «Гөлләр су сорый» («Цветы жаждут», 1966), «Кояшлы утраулар» («Солнечные острова», 1967), «Диңгез эзлим» («Ищу море», 1968), «Юл җырлары (Исемсез йолдызлар)» («Песни дорог (Безымянные звезды)», 1969), «Балачак иле» («Голубая страна», 1971),  «Күңел ташлары» («Камни души», 1971), «Тел ачкычлары» («Ключи к сердцам», 1973), «Йолдыз җиле» («Ветер звёзд», 1976), «Ирләр булыйк» («Будем мужчинами», 1978), «Чакыру» («Зов», 1980), «Йөрәк сөйли» («Говорит сердце», 1982), «Мәхәббәткә — мәрхәмәт» («Разговор о любви», 1987), «Кар астында — гөлләр» (Разговор с сердцем, 1991), «Бу — сиңа кылган догам» («Моя молитва — тебе», 1997), «Гамь шәрабы» (Вино печали, 2001), «Газәлләр» («Газели», 2001), «Мәңгелек сусау» («Жажда вечности», 2005), многих других книг и изданий. В 2010 году в свет вышло трёхтомное собрание сочинений Гаташа, удостоенное премии «Книга года», а в 2018 году был издан пятитомник.
Удостоен званий народного поэта (2012) и заслуженного деятеля искусств Республики Татарстан (2001), а также заслуженного работника культуры Татарской АССР (1982). В 2000 году удостоен премии имени Ф. Карима, а в 2005 году стал первым лауреатом премии имени Х. Такташа. В 2008 году выдвигался на соискание Государственной премии Республики Татарстан имени Г. Тукая, которую получил за ряд поэтических книг. Разработка научно-методической основы изучения творчества Гаташа ведётся в Башкирском государственном педагогическом университета имени М. Акмуллы, где в 2022 году он получил звание аксакала кафедры татарского языка и литературы Института филологического образования и межкультурных коммуникаций. Самым важным для творческого человека Гаташ считает верность слову, поэзии, искусству, верным ценностям, он критикует простоту людей, излишнюю материальность, быт, карьеризм.

## Очерк творчества

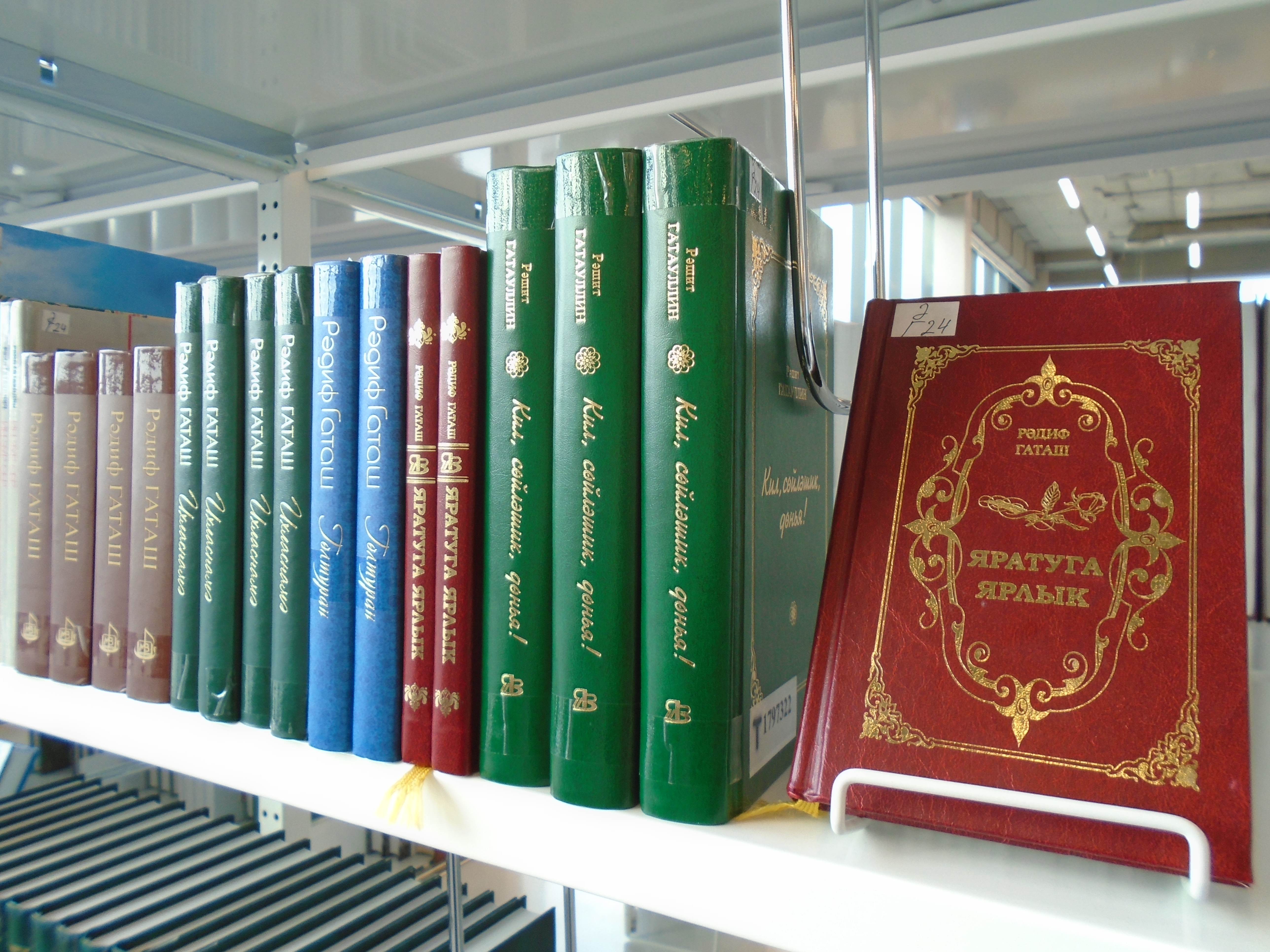
Некоторые книги Радифа Гаташа

Творческий псевдоним — Радиф Гаташ. Пишет на татарском языке. Увлекаться поэзией начал ещё в средней школе, приобщался к мировой литературе через русский язык. Во время учёбы в Башкирском университете ходил в литературный кружок под руководством А. Атнабаева, стал увлекаться татарской литературой. Превыше всего для себя ставит Г. Тукая, наизусть знает А. С. Пушкина и М. Ю. Лермонтова. С 1959 года печатался в Уфе, первые стихи были опубликованы в газетах «Ленинсе» и «Ҡыҙыл таң», а также в альманахе «Йәш кɵстәр». Ряд своих стихов, написанных до 20-ти лет, в дальнейшем сжёг, считая их недостаточно совершенными. В 1961 году стал печататься на страницах газет и журналов Казани, таких как «Азат хатын», «Ялкын», «Совет әдәбияты». Первая книга стихов под названием «Гөлләр су сорый» («Цветы жаждут») вышла в 1966 году в Казани. Имя Гаташа сразу привлекло внимание читателей, ценителей поэзии и литературных критиков, положительную оценку его первым шагам в творчестве дали Х. Туфан, С. Хаким, Ф. Хусни. Придя в литературу в 1960-х годах на волне оттепели, стал одним из представителей поколения новых татарских поэтов (Р. Файзуллин, Р. Харис, Г. Рахим, Р. Мингалим), обогативших поэзию новыми эстетическими нормами и художественными средствами сообразно как гуманистической традиции, так и нравственно-идейным вопросам времени.
В этом ряду Гаташ стоит особняком как поэт-романтик, продолжатель линии С. Рамеева, Х. Такташа, И. Юзеева. Очень увлекаясь шестидесятничеством, повлиявшим на татарскую поэзию, он воспользовался всем открывшимся разнообразием литературных форм и приёмов, вернувшись к татарской поэтической традиции, но привнеся в неё своё новаторское слово. Ещё лишь только обозначив свой стиль в начале творческого пути, Гаташ декларативно объявил о своей приверженности романтизму. Поэзии Гаташа характерно романтическое восприятие жизни, его стихи проникнуты глубоким лиризмом. С первых сборников поэт сосредоточился на темах молодости, любви, стремления принести пользу своему народу, в чём продемонстрировал собранность мысли, серьёзную работу над словом, умение тонко чувствовать форму. Такие мотивы, как любовь к жизни и природе, радости и горечь страстей и чувств, перепады настроения, перемены во времени и в общественной жизни стали определяющими для всего творчества Гаташа. По собственным словам, он черпает вдохновение именно в любви, во влюблённости, когда не перестаёшь удивляться, вслед за Ф. Хусни. Основной темой стихов поэта является внутренний мир молодого современника, вся гамма его эмоций, выраженная посредством романтической устремлённости, искренности, метафоричности. Таков, например, сборник «Диңгез эзлим» («Ищу море», 1968), сквозным образом которого является море, помогающее передать думы и чувства главного героя, ищущего и обрётшего свой путь в жизни.
Пульсирует, не умолкает строчка:

«Погибли в Европе наши поэты…»

На Одре, на Висле, на Влтаве…

Их привела сюда не туристическая путевка

и не дипломатическая миссия.

Их не посылали учиться

В Сорбонну или Краковский университет.

Не ветер странствий,

а ветер войны пригнал их сюда,

здесь их могилы.

Из смрадных подвалов фашистской тюрьмы

Вознесся над Европой Муса Джалиль.

В яростной атаке

Столкнулся с горячим свинцом

Фатих Карим.

Прошел через Польшу Адель Кутуй,

в Европе похоронен Нур Баян.

Отзовитесь!
Холмики на могилах —

последние их стихи.

Они погибли за свободу наши поэты.
Гаташ пишет в различных поэтических формах и жанрах, органично сочетая в своём творчестве традиции русской, восточной, мировой поэзии. Поначалу следуя традиционной форме, в дальнейшем Гаташ стал часто обращаться к свободному стиху, к верлибру, сохранив свою романтическую индивидуальность в восприятии мира, равно как и обогатив татарскую поэзию новыми формо-ритмическими новшествами. Поэма «24 звезды и 17 морей» стала свидетельством поднятия его поэтического уровня до уровня учителей. Начинаясь как обычная беседа с матерью, это произведение вобрало в себя конфликты времени, любовные интриги и переживания, духовную чистоту и сердечную искренность, воплощённые посредством сочетания традиционного и свободного стиха.
Умение рассказать в простой форме о сложных переживаниях, увидеть прошлое, настоящее и будущее пересекающимися в одной точке, создать возможности для разнообразного прочтения смыслов придаёт творчеству Гаташа черты авангардизма. Авангардные поиски поэтов того времени оказались довольно плодотворны, учитывая, что присущий татарской литературе синтетизм привёл к «мягкости» модернизма, открыв возможности для углубления и расширения содержания поэзии, объектом изображения которой стал целый мир. Как заметил Р. Зайдулла, Гаташ — «последний из могикан, не поддавшийся жизненным перипетиям, живший поэтическим творчеством, от всего сердца поверивший в чудотворную силу слова».
Модернистские стихотворения Гаташа проникнуты параллелизмом переживаний лирического героя и природы, общей чертой для народного творчества, так и для романтизма. Например, в стихотворении «…Так должно было быть, или случайность?» рассказывается о двух встречах с девушкой, которые стали неожиданностью для юноши. Этот мотив «спрятан» под названиями месяцев («Апрель, — сказал я. А ты оказалась Маем»), в чём выражен сам хаос бытия, непохожесть людей, несовпадение ритмов их жизней. Широко встречается у Гаташа образ дороги, являющийся символом духовного развития и пути, пройденного лирическим героем. Тут и тропинка, по которой отец ушел на фронт («Гречиха»), путь на родину Тукая в Кырлай («Разговор с дядей Сагди по пути в Кырлай»), европейские магистрали, пройденные татарскими поэтами-воинами («Татарские поэты в Европе»). Данное стихотворение также стало свидетельством возрождения романтической темы героизма и героев в гражданской лирике на примере М. Джалиля, Ф. Карима, А. Кутуя, которые отдали свою жизнь за родину.
В дальнейшем возможности Гаташа в обогащении тематики поэзии, техники стиха, ритмики и рифмы проявились ещё более наглядно, что позволило ему глубже проникнуть как в национальные, так и в общечеловеческие проблемы. Разнообразием отличаются его общественные интересы, в ряде стихов выражены философско-лирические размышления о мировых событиях, родной земле. Так, широкий резонанс среди молодёжи обрело его стихотворение «Будем мужчинами» — благодаря выраженным там нравственным принципам, советам, пожеланиям. Проводя мысль о том, что поэзия может изменить мир к лучшему, в этом стихотворении Гаташ попытался в качестве образца для подражания создать образ идеального мужчины, который вступает в конфликт с окружающей средой и противопоставляет реальность своему воображаемому идеальному миру. Поэт призывает в любых ситуациях оставаться людьми, в связи с чем стихотворение является своего рода «визитной карточкой» авангардного мотива борьбы за сохранение в человеке человечности, присущей татарской поэзии 1970-х годов. Важной темой лирики Гаташа стали и судьбы татарского народа, преемственность исторической и духовной памяти поколений, однако он избегает прямолинейного выражения национальных мотивов и острой социальной проблематики. В гражданственной лирике Гаташ проводит идею патриотизма, следуя Г. Тукаю, а его лирический герой видит целью своей жизни — продолжение тукаевских дел и помыслов. Ряд стихотворений посвящены Башкортостану, Гаташ акцентирует своё внимание на единении татарского и башкирского народов. Также является автором ряда публицистических и литературно-критических статей, где критиками наблюдается такое же влияние Тукая. 
Пишу лишь от того, что по тебе скучаю,

Тебя обожествлять мне нестерпимо.

При встрече же с тобой… Маджнун, бывало, молвил,

Лаская нежно волосы любимой:
— Уйди, Лейла: подумать о Лейле свободу дай мне!

Маджнуну песнь сложить приволье дай мне!

— Уйди, Лейла… Останься ты со мной в душе и мыслях:

Для вдохновения же легкость дай мне, —

Влюбленная душа должна парить в небесных высях.
Сгорю — со мною рядом и духа исцеленье,

Пишу — твой голос слышу — что музыку свирели…

Пусть бренная — Земля, Душа же — небо… Расстоянье?

Возможно ли преодолеть любви свиданьем?
— Уйди, Лейла. Подумать о Тебе свободу дай же,

Простор для вдохновения Маджнуну дай же!

…Вернись, Лейла… Останься Ты с мной в душе и песнях, —

Мечте моей последнюю Ты легкость дай же.

Через любовь к Тебе Душа поэта входит в Вечность!
Главной в творчестве Гаташа является тема любви, он воспевает женскую красоту, нежность, доброту, любовь и верность. В одном из своих стихотворений Л. Лерон назвал Гаташа «поэтом Любви», а Р. Сибат охарактеризовал его как татарского Байрона, как по внешности, так и по любовной наполненности стихов. По замечанию же Т. Галиуллина, Гаташ как Меджнун буквально влюблён во всё прекрасное и готов обнять весь мир, он — раб любви, красоты, поэзии, живущий только ею, как указал Р. Миннуллин.
В любовной лирике Гаташ часто прибегает к приемам экспрессионизма, чувство любви принимает у него гиперболизированную форму, на грани мечты и сумасшествия. Любовь в стихотворениях Гаташа представляется иным миром, в котором человеку даётся возможность ощутить дух свободы и бескрайность тысячи чувств. Такая любовь-горение, «меджнунство», по собственным словам Гаташа, есть вечное чувство, пропитанное национальным духом и озаренноё родным языком поэзии. Вступая в диалог с вечностью, он подобно суфийским поэтам сопоставляет любовь к женщине с любовью к богу, проводит мысль о взаимном подобии человека (микрокосма) универсуму (макрокосму), стихотворения его наполнеными разнообразными исламскими образами. Лирический герой Гаташа, как у Дердменда, сгорает в огне любви и уходит в вечность, очищая свою душу через это чувство.
В конце 1980-х — начале 1990-х годов Гаташ в числе других татарских поэтов увлёкся стилизацией под архаические жанры, установив связь с системой средневековой тюрко-татарской поэзии. Первые эксперименты с такой стилизацией в творчестве поэта относятся к 1960-м годам, он фактически возродил в татарской литературе такие жанры как газель, мадхия, марсия, рубаи. Учитывая, что в советское время жанр газели практически угас, этот вид поэзии имеет в творчестве Гаташа системный характер. Он показал себя новатором в газели как виде любовной лирики, отказавшись от подражательности и одновременно обратившись к интертекстуальности, и таким образом приблизился к свободным газелям таких классиков, как Хафиз и Насими. Газели Гаташа точно соответствуют всем требованиям жанра и написаны 11-сложным метром из 5—8 бейтов, сочетающим в себе элементы арабо-персидского аруза и классического тюркского стиха. Две четырёхсложных ритмических стопы у него продолжаются трёхсложной концевой, что является наиболее распространённой формой газели, при том что татарские поэты не всегда следуют всем элементам традиционного стихосложения.
Изображение любви в поэзии Гаташа отличается ассоциациями с мировой литературой, с древневосточной поэзией, с образами современности, как, например, в цикле «В судьбу мою вписано имя твое…», где одним из примеров необыкновенной любви из реальной жизни приведена история репрессированного поэта Х. Туфана и его жены Луизы. Или же в цикле «Семь ночей (Арабские мотивы)» любовь лирического героя проходит испытание «семью ночами», будто в сказках Шахерезады, но в результате юноша приходит к выводу о том, что это вечное чувство не приносит ему счастья и успокоения. Субъективное духовное начало у Гаташа вообще раскрывается во всей полноте чувств и скрытых противоречий. Любовь он передаёт через традиционные восточные образы розы, слёз, огня, в чём заметно слияние поэта и его лирического героя с мирозданием, природными стихиями, всем окружающим естеством. Любовь к женщине как таковая у него нередко вмещает в себя размышления о нравственности и родине, превращаясь в сложный эмоциональный комплекс.
На пороге век двадцать первый!

Пел я песни — слова в них — перлы:
— Через край грусть-печаль стекает —

Век проживший устал, наверно!

Гюльбала — мой мираж цветочный!

Вечность вдруг да мечты отвергнет?
Мой диван — год, что буйством соткан —

Размотает век двадцать первый!
Ты в морях очей бирюзовых,

Сохранишь мои каравеллы?!
В прошлом веке Гаташа вздохи:

И редиф «мир с миром» шедевр ли?!
В одном и том же стихотворении Гаташ использует разностадиальные образные языки (мифопоэтический, тропеический, просторечный), которые взаимодействуют между собой, являясь источником образования смысла и формы. Например, часто он сочетает возвышенный восточный слог с традиционной поэтикой народных песен. В газелях Гаташа часто встречаются вопросы, как в виде внутренней интонации, так и в качестве аффиксов, к чему относится соответствующее замечание Р. Файзуллина: «Должен же мужчина на большинство вопросов отвечать самостоятельно!». К примеру в стихотворении «Древний баит» юный лирический герой задаёт себе ряд риторических вопросов вроде — «Завянет ли без меня цветок, Если закрою ворота жизни-сада?». Помимо прочего Гаташ редко использует традиционный стилистический элемент как радиф, который если и употребляется, то в форме вспомогательного слова, вопросительной частицы, либо входит в состав предыдущего предложения, не будучи обособленным запятой и не заканчивая мысль. Возрождение, стилизация и использование элементов восточной поэзии наполняют творчество Гаташа древней философией и обращением к вечным ценностям, создавая иллюзию чтения произведений давно ушедших поэтов.
Стихотворения Гаташа переведены на ряд языков, в том числе русский, башкирский, казахский, турецкий, азербайджанский, каракалпакский, латышский, литовский, польский, украинский, английский. Так, на русском языке были изданы сборники «Друзья моих друзей» (1973) и Сороковая весна (1985), а на башкирском — книга «Хистәрем бурандары» (Чувств моих вихрь, 1998). Сам Гаташ также выступает в качестве переводчика, в частности, перевёл на татарский язык ряд газелей Хафиз и Насими, поэзию М. Жумабаева и А. Чулпана. Ряд текстов Гаташа стали песнями, будучи положенными на музыку такими композиторами, как С. Садыкова, Ф. Ахметов, М. Макаров, Р. Ахиярова. В 2016 году на сцене Татарского академического театра имени Г. Камала был поставлен спектакль «Одиссея: Путешествие по морям Радифа Гаташа» на основе стихов поэта. Творчество Гаташа является предметом исследования ряда литературоведов, например, Р. Ганиевой, Х. Миннегулова, Ю. Нигматуллиной, Р. Рахмановой. Тем не менее такие исследования не носят системного характера, затрагивая лишь отдельные стороны творческого процесса, как, например, только восточную лирику поэта.

## Награды
Премии

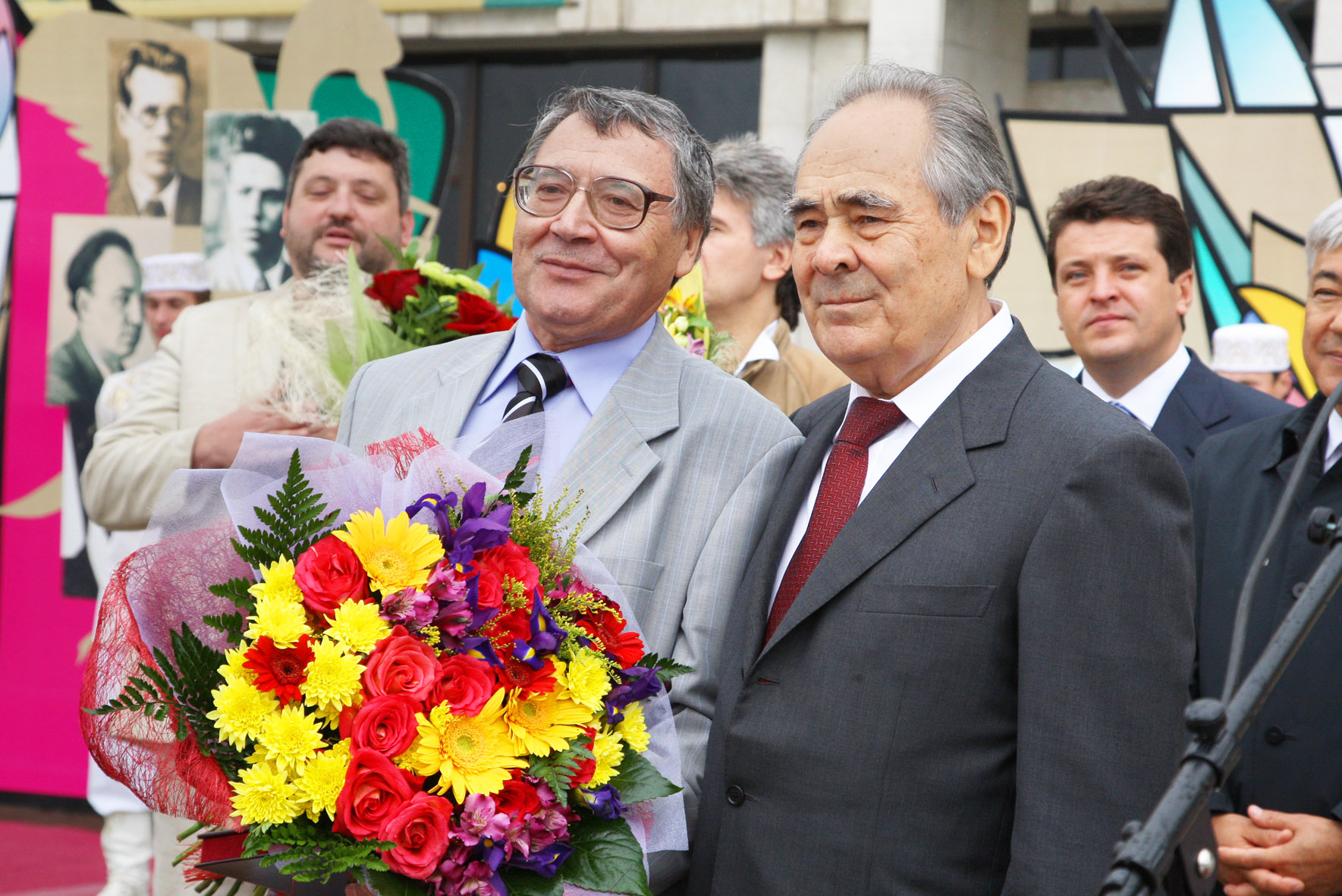
На вручении премии Тукая с президентом Республики Татарстан М. Ш. Шаймиевым, 2008 год

- Государственная премия Республики Татарстан имени Габдуллы Тукая (2008) — за книги «Газәлләр» («Газели»), Татарское книжное издательство, Казань, 2001 год, «Мәңгелек сусау» («Жажда вечности»), издательство «Рухият», Казань, 2005 год[83].
- Премия имени Хади Такташа (2005 год)[84].
- Премия имени Фатыха Карима (2000 год)[85].

Звания
- Почётное звание «Народный поэт Республики Татарстан» (2012 год)[86].
- Почётное звание «Заслуженный деятель искусств Республики Татарстан» (2001 год)[2].
- Почётное звание «Заслуженный работник культуры Татарской АССР[тат.]» (1982 год)[49].

Медали
- Медаль «В память 1000-летия Казани» (2005 год)[34].
- Медаль ордена «За заслуги перед Республикой Татарстан» (2021 год) — за многолетнюю плодотворную творческую деятельность и большой вклад в развитие татарской литературы[87].

## Личная жизнь
Живёт в Васильево, где имеет дом с садом. Жена — Римма, кандидат технических наук, познакомились во время учёбы. Сын — Салават, скончался от лейкемии в возрасте 36 лет. Есть двое внуков — Тимур и Арслан, живут в Германии вместе с матерью.